# Даринка Буља
Даринка Косић-Буља (Велика Кикинда 1877 — 1959) била је српска књижевница и преводилац. Иако никад није била школована, била је самоука, а поред матерњег српског, причала је немачким и мађарским језиком, изучавала музику, а писала је и песме, приче и бајке.

## Биографија
Рођена је 1877. године у Великој Кикинди у угледној и имућној породици. Даринкини родитељи су пре њеног рођена изгубили четири сина, па су сву своју пажњу посветили њој, за коју су се толико плашили да је не изгубе, да је нису пуштали да се школује, чак ни привремено.
Даринка је васпитана патријахално, а дом је напустила тек када се у седамнаестој години верила за студента богословије Гаврила Савића, међутим он је недуго након веридбе преминуо.
Родитељски дом је ипак напустила, када се удала за бележника Ђорђа Буљу и са њим се преселила у Вилово. Брак је није спречио да престане са својим активностима, па је поред улоге домаћице, Даринка настави са читањем, истраживањем и писањем .

## Књижевност
Даринка је поред матерњег српског, говорила на мађарском и немачком језику. Писала је песме, приче и бајке, изучавала музику, а са 14. година учествовала је на великом броју концерата и на беседама.
Веровала је да на женама почива будућност целе расе и инсистирала на њиховом школовању и уздизању у културном смислу.
Била је чланица српског певачког друштва Гусле и Девојачко коло, које је водио Михајло Косић, педагог и Даринкин стриц.
Због познавања више језика, често је преводила дела са мађарског и немачког на српски и обрнуто, а интересовала се и за науку.
Врло брзо је због своје свестраности, разликовања од већине жена тог времена постала узор многим другим женама, које су хтеле да буду као она.
У своје образовање много је улагала, а познавање више језика искористила је почевши 1906. године да преводи за часопис Женски свет. Имала је велику подршку главног уредника часописа Аркадије Варађанин, који ју је подржавао и охрабривао и њеном раду.
Била је велики родољуб и често хвалила лист у којем ради, који је извештавао о хуманитарном раду женских добротворних задруга и о животима знаменитих жена.
Због инспирисаности причама и велике љубави према родној Кикинди, Даринка је почела да пише о свом родном крају, а Матица Српска је приметила њен рад, наградила је са њене две књиге и штампала их. По мишљењу Матице Српске, Даринкине књиге су реалне и идеалистичке. У својим радовима величала је српску жену и мајку, а критиковала охолост и сујету. Изузетно је подржавала обазовање, била противник материјализма, а стављала велики акценат на љубав и веру у Бога.
Како су истицали стручњаци, на основу написаних књига, закључило се да је Даринкина величина била у томе што има широко знање, а притом умела да чита и пише на више разлчитих језика, односно на српском, мађарском и немачком језику.
Била је уредница алманаха Српкиња, њезин живот и рад, њезин културни развитак и њезина народна умјетност до данас, који је издат 1913. године.
Током свог живота, истраживала је и потписивала све институције које школују и окупљају жене на простору Србије. Заслужна је за очување биографија великих броја жена, од домаћица до школованих жена, које је гледала једнако и сматрала их подједнако вредним. Истицала је да су српске сељанке чуварке обичаја, ношње, фолкклора и српског језика и у својим списима забележила и описала животе многима од њих.
У својој критици, Јован Грчић Миленко, доктор медицине и песник одао је велико поштовање према делима Даринке Буље, коју је назвао честитом Српкњиом, лепе и родољубиве интелигенције.
За живота отпевала је великих број српских народних и јуначких песмама и записивала их у своје списе, јер је сматрала да су оне симбол српске душе.

### Монографије
- Последице домаћег васпитања, I део (1909)
- Последице домаћег васпитања, II део (1910)
- Кроз трње и цвеће[3]  (1911)

## Смрт
Даринка Буља преминула је 1959. године у 82. години живота, а до смрти била је поштована и вољена, нарочито од стране жена којима је била узор кроз живот.